# وزاكة
وَزَّاكَة (الاسم العلمي Scopula)، جنس حشرات عثية من الحرشفيات الأجنحة وفصيلة الأرفية. أنواعها 705. وصفت في عام 1802 من قبل فرانز فون بولا.